# Emanuela Pantani
Emanuela Pantani (Grosseto, 19 aprile 1971) è una pugile italiana, campionessa mondiale dei pesi gallo nella versione WBA.
Da dilettante ha vinto molti incontri e si è aggiudicata un titolo italiano, collezionando al contempo numerose presenze con la maglia azzurra. È passata professionista col "Team Boxe Rosanna Conti Cavini", sotto i cui colori ha debuttato il 17 marzo 2006 contro Kata Satorhegyi, vincendo ai punti; a questo sono seguiti altri cinque incontri vincenti. Il 27 novembre 2007 ha conquistato il titolo europeo dei pesi gallo battendo l'ungherese Elena Miftode per k.o.. Il 19 dicembre 2008 ha conquistato il titolo iridato dei pesi gallo in versione WBA, battendo l'argentina Betina Garino.